# Akino Hiroki
Akino Hiroki (秋野 央樹 Akino Hiroki, sinh ngày 8 tháng 10 năm 1994 ở Inzai, Chiba) là một cầu thủ bóng đá người Nhật Bản thi đấu ở vị trí tiền vệ cho Shonan Bellmare ở J2 League.

## Sự nghiệp
Akino có màn ra mắt cho Kashiwa Reysol ở J. League Division 1 ngày 16 tháng 3 năm 2013 trước Vegalta Sendai khi vào sân ở phút thứ 87 thay cho Kenta Kano và Reysol nhận thất bại 2–1.

## Quốc tế
Akino là thành viên của U-17 Nhật Bản tham dự Giải vô địch bóng đá U-17 thế giới 2011. Ngày 24 tháng 6 năm 2011 trong trận đấu cuối cùng của Nhật Bản ở vòng bảng trước U-17 Argentina Akino ghi bàn thắng cuối cùng cho U-17 Nhật Bản ở phút thứ 74 và giành chiến thắng 3–1, giúp đội bóng vươn lên đầu bảng với 7 điểm trước khi dừng chân ở tứ kết trước U-17 Brasil.

## Thống kê sự nghiệp

### Câu lạc bộ
Cập nhật đến ngày 23 tháng 2 năm 2017.
| Câu lạc bộ     | Mùa giải | Giải vô địch | Giải vô địch | Cúp Hoàng đế Nhật Bản | Cúp Hoàng đế Nhật Bản | J. League Cup | J. League Cup | AFC     | AFC       | Tổng    | Tổng      |
| Câu lạc bộ     | Mùa giải | Số trận      | Bàn thắng    | Số trận               | Bàn thắng             | Số trận       | Bàn thắng     | Số trận | Bàn thắng | Số trận | Bàn thắng |
| -------------- | -------- | ------------ | ------------ | --------------------- | --------------------- | ------------- | ------------- | ------- | --------- | ------- | --------- |
| Kashiwa Reysol | 2013     | 2            | 0            | 2                     | 0                     | 0             | 0             | 1       | 0         | 5       | 0         |
| Kashiwa Reysol | 2014     | 7            | 0            | 0                     | 0                     | 1             | 0             | –       | –         | 8       | 0         |
| Kashiwa Reysol | 2015     | 16           | 0            | 2                     | 0                     | 1             | 0             | 2       | 0         | 21      | 0         |
| Kashiwa Reysol | 2016     | 23           | 1            | 1                     | 0                     | 0             | 0             | –       | –         | 24      | 1         |
| Tổng           | Tổng     | 48           | 1            | 5                     | 0                     | 2             | 0             | 3       | 0         | 58      | 1         |